# Berthold Lindemann
Berthold Lindemann (* 20. Mai 1929 in Bremen; † 27. August 2014 in Bremen) war ein deutscher Hobbyhistoriker und Buchautor, der sich um die Aufarbeitung der mehr als 800-jährigen Geschichte von Bremen-Osterholz verdient gemacht hat.

## Leben und Wirken
Lindemann stammte aus einer bäuerlich geprägten Familie. Er zog 1936 mit den Eltern und sechs Geschwistern nach Bremen. Am Ende des Zweiten Weltkrieges musste er noch im Volkssturm dienen. Er studierte Rechtswissenschaften an der  Universität Würzburg und der Universität Marburg und arbeitete fast vier Jahrzehnte als Richter in Bremen. Er war verheiratet und hatte drei Kinder.
Seine Bücher verlegte Lindemann in Eigenregie, sie sind heute nur noch antiquarisch zu erhalten. Als Heimatforscher berichtete er über das historische Hollerland mit Osterholz als Teil davon und die Geschichte der christlichen Sozialtätigkeit in Bremen, wie der Gründung der Egestorff-Stiftung im Zusammenhang mit dem 1696 eingerichteten „Armenhaus“ in der Bremer Altstadt.

## Ehrungen
- 2013 wurde Lindemann mit dem Bundesverdienstkreuz geehrt, überreicht durch den Bremer Bürgermeister Jens Böhrnsen.[3]
- Der Berthold-Lindemann-Weg führt, beginnend an der Osterholzer Dorfstraße, in südlicher Richtung durch die Feldmark.

## Publikationen
- Berthold Lindemann: Osterholz einst und jetzt - Zur Geschichte einer hollerländischen Landgemeinde. Hauschild, Bremen 1968.
- Berthold Lindemann: Osterholz 1181–1981 - Denkschrift anläßlich einer Gemeindegründung vor 800 Jahren. Hauschild, Bremen 1968.
- Berthold Lindemann: Melanchthon-Kirche zu Bremen-Osterholz. Hauschild, Bremen 1969.
- Berthold Lindemann: Die Egestorff Stiftung - Zur Geschichte christlicher Sozialtätigkeit in Bremen. Hauschild, Bremen 1970.
- Berthold Lindemann: Geschichten und Bilder aus dem alten Osterholz (Zeichn. Hanna Fertig). Hauschild, Bremen 1988, ISBN 3-920699-96-3.
- Berthold Lindemann: Evangelische Kirchengemeinde Osterholz 1938–1988 - Eine Festschrift. Nordkant, Bremen 1988.
- Berthold Lindemann: Höpkens Ruh 1893–1993 - Vom hollerländischen Vorwerk zur stadtbremischen Stiftung. Nordkant, Bremen 1993.